# Warai-onna

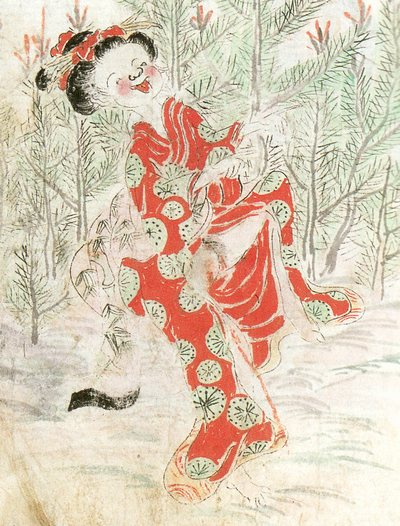
Die „Gelächterfrau“, wie sie in Tosas Bakemono ehon erscheint.

Die Warai-onna (笑い女; „Gelächterfrau“) ist ein fiktives Wesen des japanischen Volksglaubens. Sie gehört zur Gruppe der Yōkai und gilt als bösartig.

## Beschreibung
Die Warai-onna soll vor allem in dichten, dunklen Bergwäldern umgehen. Sie zeigt sich zunächst nicht, aber ihr permanentes Gelächter soll meilenweit durch die Wälder hallen. Ignoriere man es nur lange genug, würde es nach und nach verstummen. Würde man dem Lachen jedoch folgen, habe dies schreckliche Konsequenzen. Die Warai-onna erscheint der Überlieferung nach als junge, hübsche Dame oder als liebenswürdig wirkende, ältere Geisha. Ihr wird nachgesagt, dass sie anfängt, hysterisch und schrill zu lachen, sobald man sie nur anspricht. Das Opfer verfällt umgehend dem Zwang, selbst hysterisch zu lachen, bis es Atemnot bekommt und ohnmächtig wird. Auf den Schock soll eine Fieberattacke folgen, die unbehandelt zum Tod führen könne. Selbst wenn man es schaffe, ihr zu entkommen, würde ihr Lachen ein Leben lang zu hören sein und dem Opfer bis in den Tod folgen.

## Legende
Eine wenig bekannte Legende stammt aus der Präfektur Kōchi. Ein wohlhabender und adliger Samurai namens Higuchi Seki erreichte das Dorf Kitagawa (北川村) am Fuße des Berges Takasade-yama (タカサデ山). Als er erwähnte, dass er in den Bergwäldern jagen gehen wolle, warnten ihn die Dorfbewohner, dass dort eine Warai-onna umgehe. Der Samurai hielt dies für Altweibergewäsch und ritt mit seinen Kameraden in den Wald. Dort vernahmen er und seine Männer bald ein seltsames, hysterisches Lachen, das durch die Wipfel und das Unterholz hallte. Das Gelächter wurde allmählich lauter und die umliegenden Felsen, Pflanzen, Wasser und sogar der Wind brüllten vor Lachen. Dann erschien die Warai-onna und ihr Gelächter war im wahrsten Sinne des Wortes ohrenbetäubend. Higushi und die anderen flohen in Panik nach Hause. Obwohl seine Gefolgsleute am Fuß des Berges ohnmächtig wurden, gelang es Higushi, sicher nach Hause zurückzukehren. Bis zu dem Tag, an dem Higushi starb, blieb dieses Lachen in seinen Ohren.

## Hintergründe
Die Warai-onna erscheint unter anderem im Sammelwerk Bakemono ehon (化物絵本; „Bilderbuch der Monster“) von Tosa Mitsunobu aus dem Jahr 1517. Eine ähnliche Geschichte erzählt Tosa in seinem Werk Nanroshi (南路志; „Eine Topografie des Südens“) aus dem Jahr 1522. Dort allerdings erscheint eine Art männliches Pendant namens Warai-otoko (笑い男; „Gelächtermann“). Die Legenden um die Warai-onna erfreuten sich bis ins 18. Jahrhundert einiger Bekanntheit, bis sie von der Sagengestalt der Kerakera-onna abgelöst wurden. In ländlichen Gegenden soll sie aber bis heute gefürchtet sein.